# Arenaria paludicola
Arenaria paludicola är en nejlikväxtart som beskrevs av Robinson. Arenaria paludicola ingår i släktet narvar, och familjen nejlikväxter. Inga underarter finns listade i Catalogue of Life.

## Bildgalleri

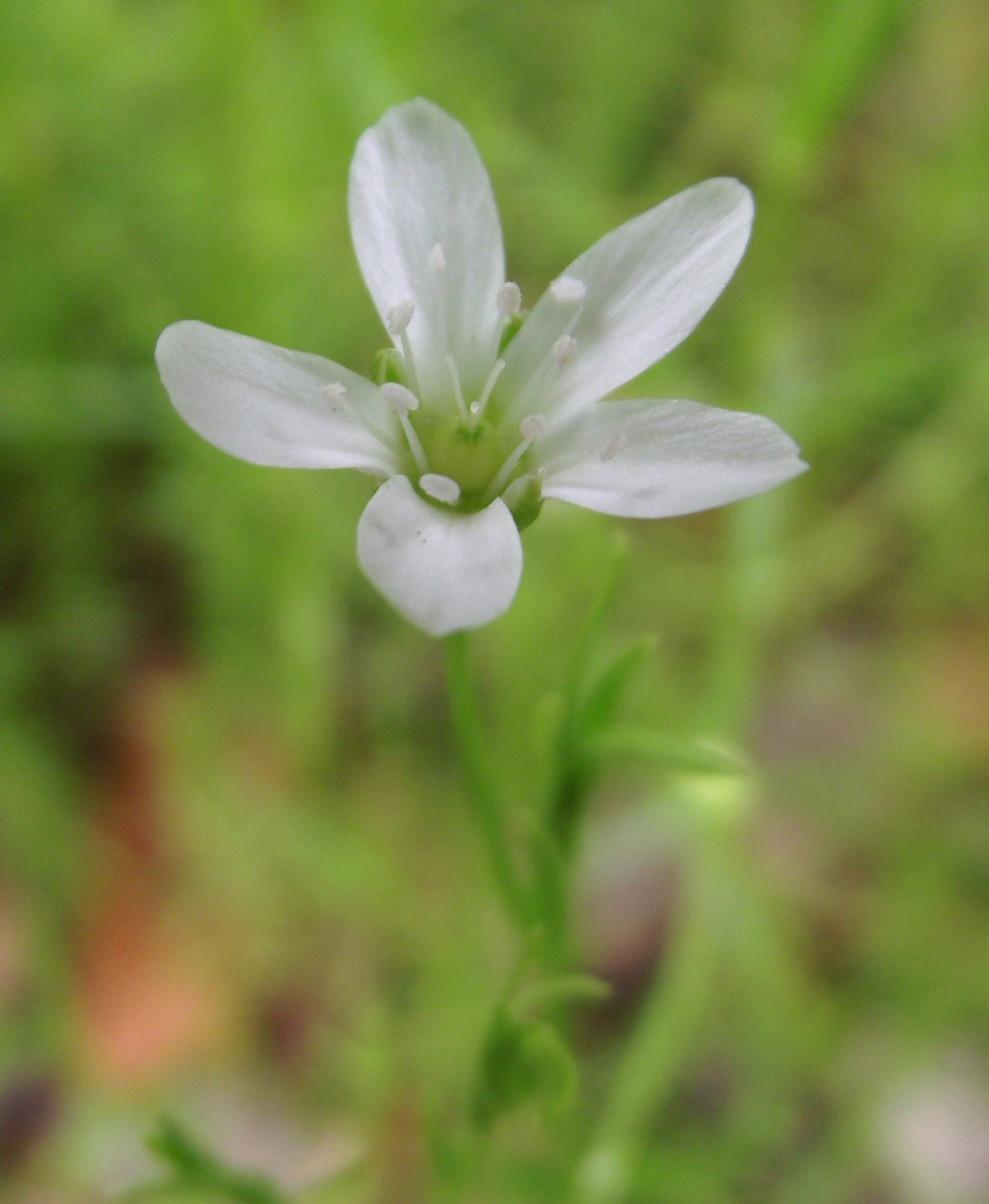
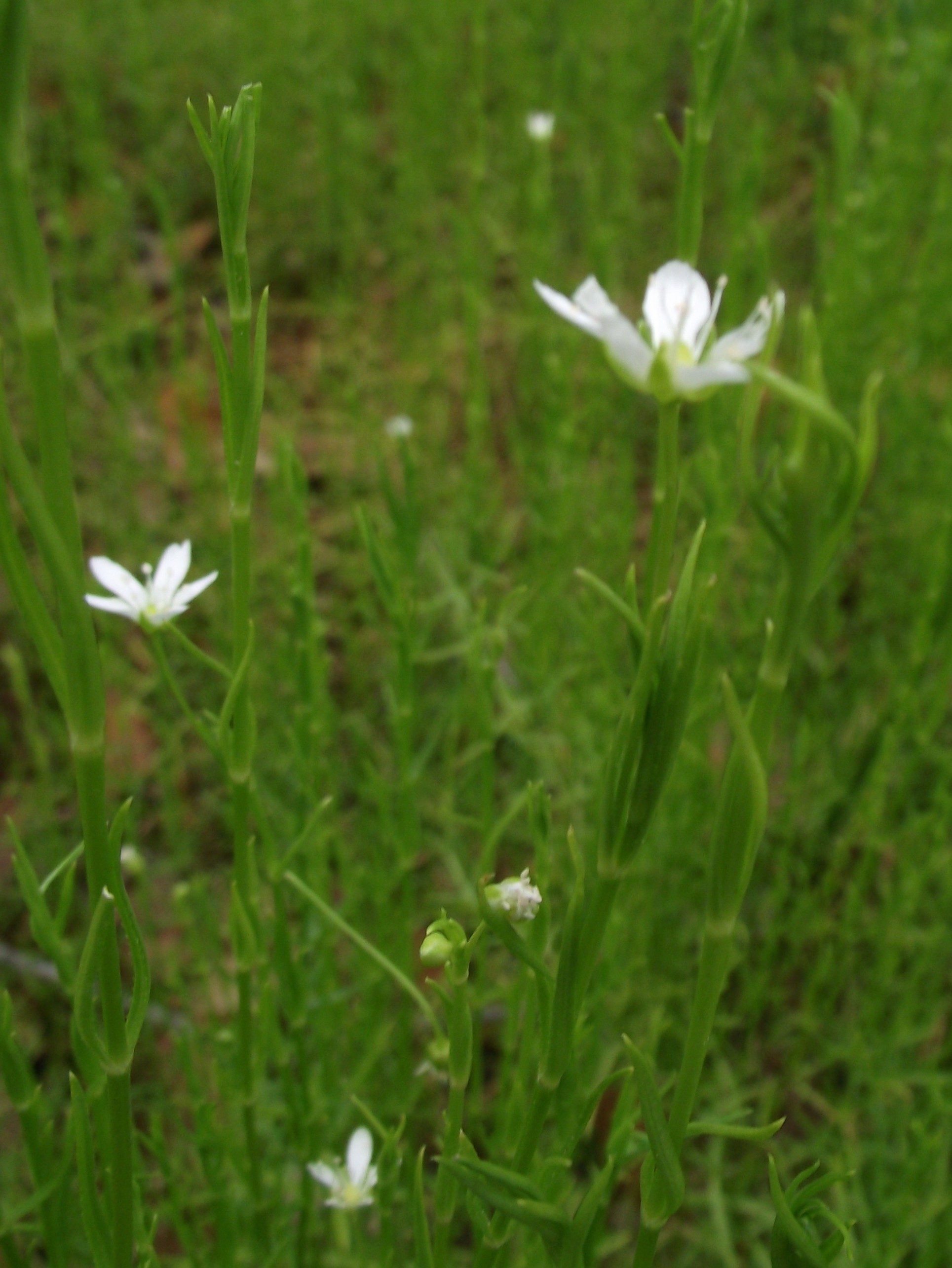